# Torneo de Dubái 2013
El Torneo de Dubái es un evento profesional de tenis perteneciente al ATP World Tour en la categoría ATP World Tour 500 y en la WTA a los WTA Premier. Se disputó del 18 al 23 de febrero para las mujeres y del 25 de febrero al 2 de marzo para los hombres, en Dubái, Emiratos Árabes Unidos.

## Cabeza de serie

### Individuales masculinos
| Tenista               | Ranking | Preclasificado |
| Novak Djokovic        | 1       | 1              |
| Roger Federer         | 2       | 2              |
| Tomáš Berdych         | 6       | 3              |
| Juan Martín del Potro | 7       | 4              |
| Jo-Wilfried Tsonga    | 8       | 5              |
| Janko Tipsarević      | 9       | 6              |
| Andreas Seppi         | 19      | 7              |
| Mijaíl Yuzhny         | 32      | 8              |

### Dobles masculinos
| Tenista                                  | Ranking | Preclasificada |
| Marc López / Marcel Granollers           | 8       | 1              |
| Aisam-ul-Haq Qureshi / Jean-Julien Rojer | 27      | 2              |
| Robert Lindstedt / Nenad Zimonjić        | 31      | 3              |
| Mariusz Fyrstenberg / Marcin Matkowski   | 35      | 4              |

### Individuales femeninos
| Tenista             | Ranking | Preclasificada |
| Victoria Azarenka   | 1       | 1              |
| Serena Williams     | 2       | 2              |
| Agnieszka Radwanska | 4       | 3              |
| Angelique Kerber    | 6       | 4              |
| Sara Errani         | 7       | 5              |
| Petra Kvitova       | 8       | 6              |
| Samantha Stosur     | 9       | 7              |
| Caroline Wozniacki  | 10      | 8              |

### Dobles femeninos
| Tenista                              | Ranking | Preclasificada |
| Yekaterina Makarova / Yelena Vesnina | 19      | 1              |
| Nadia Petrova / Katarina Srebotnik   | 20      | 2              |
| Raquel Kops-Jones / Abigail Spears   | 27      | 3              |
| Nuria Llagostera Vives / Jie Zheng   | 29      | 4              |

## Campeones

### Individuales Masculino
Novak Djokovic venció a  Tomáš Berdych por 7–5, 6–3.

### Individuales Femenino
Petra Kvitova venció a  Sara Errani por 6-2, 1-6, 6-1.

### Dobles Masculino
Mahesh Bhupathi /  Michaël Llodra vencieron a  Robert Lindstedt /  Nenad Zimonjić por 7-6(8-6), 7-6(8-6)

### Dobles Femenino
Bethanie Mattek-Sands /  Sania Mirza vencieron a  Nadia Petrova /  Katarina Srebotnik por 6-4, 2-6, [10] - [7]